# ژان-فرانسوا-ترز شالگرین
ژان-فرانسوا-ترز شالگرین (به فرانسوی: Jean-François-Thérèse Chalgrin) معمار تأثیرگذار فرانسوی جنبش نوکلاسیسیسم بود. او بیشتر برای طراحی بنای طاق پیروزی شناخته می‌شود که پیش از تکمیل آن درگذشت.

## زندگی‌نامه
شالگرین توسط معمار مشهور، اتین-لوئی بوله و تحت نظر جووانی نیکولو سرواندونی تعلیم یافت. در سال ۱۷۵۸ و زمانی که ۱۹ سال داشت کمک هزینه تحصیلی جایزه بزرگ رم را دریافت کرد و سال بعد به رم رفت. در ۱۷۶۳ به فرانسه بازگشت. شالگرین «هتل دو سن فلورنتین» را برای همسر کنت دو سن فلورنتین در شانزه‌لیزه ساخت که ساختمان آن بعدها توسط توماس جفرسون در سال‌هایی که به عنوان سفیر آمریکا در فرانسه خدمت می‌کرد، اجاره شد.
در سال ۱۷۶۴ کلیسای «سن فیلیپ دو رول» را طراحی کرد. که نشان دهنده تلاش وی برای بازشناساندن سبک بازیلیکا در معماری کلیسا و از نمونه‌های مهم این سبک در پاریس بود. وجود دو ردیف ستون در سالن این کلیسا که سقف قوس‌دار و استوانه‌ای شکل آن را نگه‌داشته‌اند، موجب گسترش فضای تالار اصلی شده است. این شیوه طراحی ساده در تقابل با سالن‌های پیچیدهٔ کلیساهای به سبک گوتیک و رنسانس می‌باشد.
پس از ازدواج کنت دو پرووانس (بعدها لویی هجدهم)، شالگرین معمار اختصاصی خانواده او شد (سال ۱۷۷۵) و برای همسر شاهزاده، پاویونی در ورسای طراحی کرد که هنوز پابرجاست. در همان زمان بود که شالگرین کلیسای سن سولپیس پاریس را تکمیل نمود. پس از انقلاب فرانسه وظیفه تبدیل کاخ لوکزامبورگ به ساختمانی اداری بر عهده شالگرین گذارده شد. این کاخ امروزه مقر مجلس سنای فرانسه است. آخرین پروژه شالگرین طراحی بنای طاق پیروزی برای بزرگداشت کشته شدگان جنگ‌های ناپلئون بود که کار ساخت آن در سال ۱۸۰۶ آغاز گشت. شالگرین در سال ۱۸۱۱ درگذشت و هیچگاه بنای تکمیل‌شده را ندید.

## نگارخانه

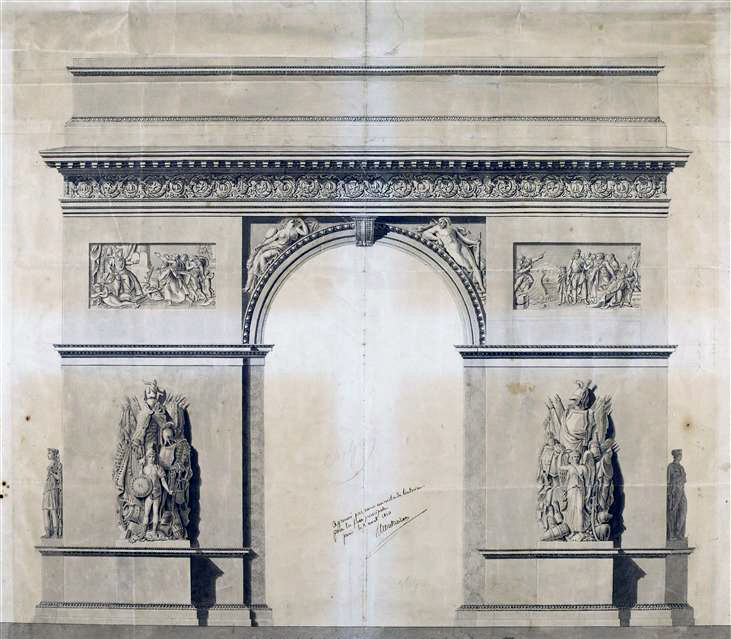
طراحی شالگرین از تاق پیروزی، ۱۸۰۶
تاق پیروزی، سال ۲۰۱۱
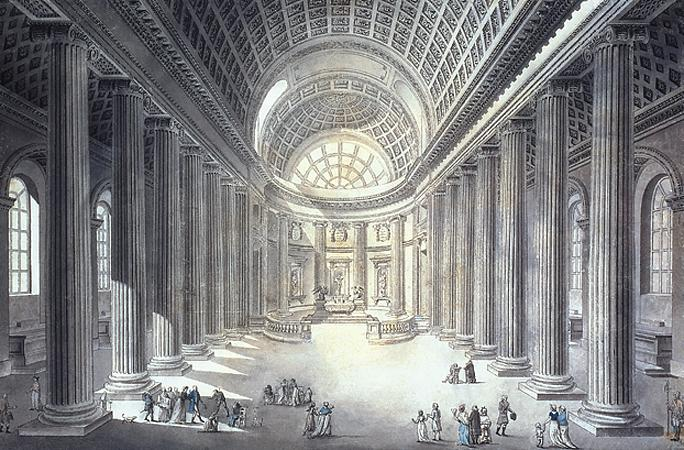
فضای داخلی کلیسای سن فیلیپ دو رول
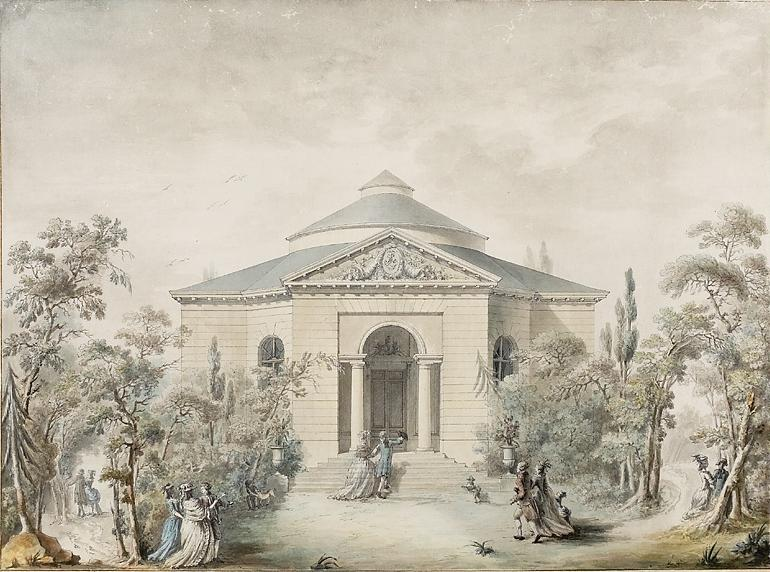
پاویون ماری ژوزفین ساووی، نخستین همسر لویی هجدهم
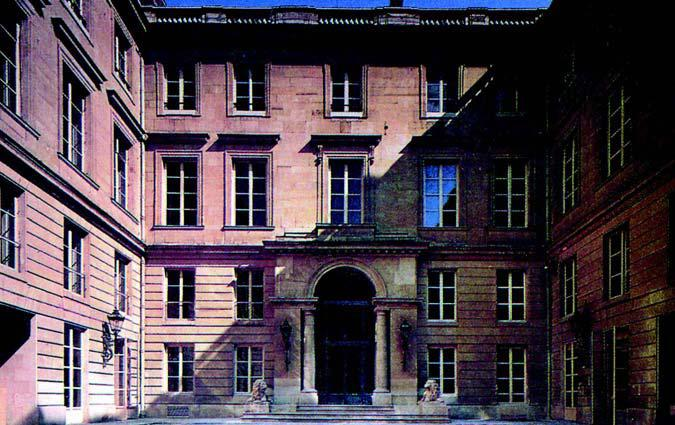
هتل دو سن فلورنتین که با نام هتل دو تالیران نیز شناخته می‌شود، اکنون در مالکیت ایالات متحده آمریکاست